# Parafia bł. Karoliny Kózkówny w Szczepocicach
Parafia bł. Karoliny Kózkówny w Szczepocicach – parafia rzymskokatolicka znajdująca się w archidiecezji częstochowskiej, w dekanacie Radomsko – NSPJ. Została erygowana 6 lipca 1987 roku dekretem bpa Stanisława Nowaka.
Kościół parafialny został wybudowany w latach 1977–1979 staraniem ks. kan. Stanisława Zgody.